# Critérium International
Il Critérium International è stata una corsa a tappe maschile di ciclismo su strada che si svolgeva nel territorio intorno alla città di Porto Vecchio, in Corsica (fino al 2009 si disputava nei pressi di Charleville-Mézières, nelle Ardenne), ogni anno in marzo.
Dal 2005 ha fatto parte del calendario dell'UCI Europe Tour, nella classe 2.HC.

## Storia
Trae le sue origini dal Critérium National de la Route, competizione tenutasi per la prima volta nel 1932 e riservata sia a squadre che a corridori esclusivamente francesi. A partire dal 1978 e fino al 1980 sono stati ammessi alla corsa anche corridori stranieri, però appartenenti sempre a squadre francesi. La competizione si è trasformata in Critérium International dopo l'apertura ad atleti e squadre provenienti dall'estero, avvenuta nel 1981.
La prova dura due giorni, solitamente sabato e domenica, ed è suddivisa in tre frazioni, che rappresentano i tre principali "generi" di tappa ciclistica: pianeggiante (si disputa il sabato ed assegna abbuoni, sotto forma di secondi, ai primi classificati), di montagna (si tiene la domenica mattina, non ha abbuoni in palio) ed a cronometro (chiude il Criterium la domenica pomeriggio).
In linea con il ben più famoso Tour de France, le maglie assegnate sono le seguenti:
- Gialla, al vincitore della classifica generale;
- Verde, al vincitore della classifica a punti;
- A pois rossi, al vincitore della classifica scalatori;
- Bianca, al vincitore della classifica dei giovani.

È organizzato dalla Amaury Sport Organisation.

## Albo d'oro
Aggiornato all'edizione 2016.
| Anno                           | Vincitore                          | Secondo                            | Terzo                          |
| Critérium National de la Route | Critérium National de la Route     | Critérium National de la Route     | Critérium National de la Route |
| ------------------------------ | ---------------------------------- | ---------------------------------- | ------------------------------ |
| 1932                           | Léon Le Calvez                     | Pierre Magne                       | Maurice Archambaud             |
| 1933                           | André Leducq                       | Georges Speicher                   | Jean Bidot                     |
| 1934                           | Roger Lapébie                      | Jules Merviel                      | René Le Grevès                 |
| 1935                           | René Le Grevès                     | René Vietto                        | Antonin Magne                  |
| 1936                           | Paul Chocque                       | Fernand Mithouard                  | Arthur Debruyckere             |
| 1937                           | Roger Lapébie e René Le Grevès     | Roger Lapébie e René Le Grevès     | Pierre Cloarec                 |
| 1938                           | Pierre Jaminet                     | Pierre Cloarec                     | Sauveur Ducazeaux              |
| 1939                           | André Deforge                      | Marcel Laurent                     | Pierre Jaminet                 |
| 1940                           | Émile Idée                         | André Desmoulins                   | André Deforge                  |
| 1941                           | Yvan Marie                         | André Desmoulins                   | Albert Goutal                  |
| 1941                           | Benoît Faure                       | Pierre Cogan                       | Aldo Bertocco                  |
| 1942                           | Émile Idée                         | Raymond Louviot                    | Raymond Guegan                 |
| 1942                           | Aldo Bertocco                      | Joseph Soffietti                   | Marcel Laurent                 |
| 1943                           | Émile Idée                         | Georges Blum                       | Raymond Guegan                 |
| 1943                           | Louis Gauthier                     | Émile Rol                          | André Deforge                  |
| 1944                           | Roger Piel                         | Louis Thiétard                     | Aimable Denhez                 |
| 1945                           | Jo Goutorbe                        | Manuel Huguet                      | Émile Idée                     |
| 1946                           | Kleber Piot e Camille Danguillaume | Kleber Piot e Camille Danguillaume | Lucien Boda                    |
| 1947                           | Émile Idée                         | Émile Carrara                      | Urbain Caffi                   |
| 1948                           | Camille Danguillaume               | Émile Idée                         | Victor Pernac                  |
| 1949                           | Émile Idée                         | Raymond Lucas                      | Antonin Rolland                |
| 1950                           | Pierre Barbotin                    | Guy Lapébie                        | Louis Deprez                   |
| 1951                           | Louison Bobet                      | Pierre Barbotin                    | Robert Desbats                 |
| 1952                           | Louison Bobet                      | Robert Varnajo                     | Bernard Gauthier               |
| 1953                           | Robert Desbats                     | Jacques Dupont                     | Gilbert Loof                   |
| 1954                           | Roger Hassenforder                 | Raoul Remy                         | Bernard Gauthier               |
| 1955                           | René Privat                        | Pierre Molinéris                   | Bernard Gauthier               |
| 1956                           | Roger Hassenforder                 | Louis Caput                        | Jean Forestier                 |
| 1957                           | Jean Forestier                     | Louis Bobet                        | Serge Blusson                  |
| 1958                           | Roger Hassenforder                 | Raphaël Géminiani                  | Claude Colette                 |
| 1959                           | André Darrigade                    | Fernand Picot                      | Jean Graczyk                   |
| 1960                           | Jean Graczyk                       | Claude Colette                     | Jacques Anquetil               |
| 1961                           | Jacques Anquetil                   | André Darrigade                    | Jean Gainche                   |
| 1962                           | Joseph Groussard                   | Jean-Claude Annaert                | Anatole Novak                  |
| 1963                           | Jacques Anquetil                   | Raymond Poulidor                   | Joseph Velly                   |
| 1964                           | Raymond Poulidor                   | Édouard Delberghe                  | Joseph Novales                 |
| 1965                           | Jacques Anquetil                   | Raymond Poulidor                   | Jean-Claude Annaert            |
| 1966                           | Raymond Poulidor                   | Roger Pingeon                      | Jean-Claude Lebaube            |
| 1967                           | Jacques Anquetil                   | Raymond Poulidor                   | Raymond Delisle                |
| 1968                           | Raymond Poulidor                   | Jean Jourden                       | Roger Pingeon                  |
| 1969                           | Gilbert Bellone                    | Raymond Delisle                    | Georges Chappe                 |
| 1970                           | Georges Chappe                     | Lucien Aimar                       | Roland Berland                 |
| 1971                           | Raymond Poulidor                   | Gilbert Bellone                    | Daniel Ducreux                 |
| 1972                           | Raymond Poulidor                   | Alain Santy                        | Jean-Luc Molinéris             |
| 1973                           | Jean-Pierre Danguillaume           | Alain Santy                        | André Mollet                   |
| 1974                           | Bernard Thévenet                   | Christian Raymond                  | Raymond Delisle                |
| 1975                           | Jacques Esclassan                  | André Corbeau                      | Jean Chassang                  |
| 1976                           | Patrick Béon                       | Yves Hezard                        | Raymond Martin                 |
| 1977                           | Jean Chassang                      | Raymond Delisle                    | Roland Berland                 |
| 1978                           | Bernard Hinault                    | Michel Laurent                     | Yves Hezard                    |
| 1979                           | Joop Zoetemelk                     | Bernard Hinault                    | Sven-Åke Nilsson               |
| 1980                           | Michel Laurent                     | Jean-René Bernaudeau               | Régis Ovion                    |
| Critérium International        |                                    |                                    |                                |
| 1981                           | Bernard Hinault                    | Jacques Bossis                     | Régis Clère                    |
| 1982                           | Laurent Fignon                     | André Chappuis                     | Marcel Tinazzi                 |
| 1983                           | Sean Kelly                         | Jean-Marie Grezet                  | Joop Zoetemelk                 |
| 1984                           | Sean Kelly                         | Pascal Simon                       | Stephen Roche                  |
| 1985                           | Stephen Roche                      | Charly Berard                      | Sean Kelly                     |
| 1986                           | Urs Zimmermann                     | Sean Kelly                         | Greg LeMond                    |
| 1987                           | Sean Kelly                         | Stephen Roche                      | Pascal Simon                   |
| 1988                           | Erik Breukink                      | Laurent Fignon                     | Robert Millar                  |
| 1989                           | Miguel Induráin                    | Charly Mottet                      | Stephen Roche                  |
| 1990                           | Laurent Fignon                     | Gilles Delion                      | Jean-Claude Leclercq           |
| 1991                           | Stephen Roche                      | Gérard Rué                         | Charly Mottet                  |
| 1992                           | Jean-François Bernard              | Gert-Jan Theunisse                 | Giorgio Furlan                 |
| 1993                           | Erik Breukink                      | Tony Rominger                      | Alex Zülle                     |
| 1994                           | Giorgio Furlan                     | Tony Rominger                      | Evgenij Berzin                 |
| 1995                           | Laurent Jalabert                   | Vladislav Bobrik                   | Evgenij Berzin                 |
| 1996                           | Chris Boardman                     | Michele Coppolillo                 | Mauro Gianetti                 |
| 1997                           | Marcelino García Alonso            | Laurent Jalabert                   | Pascal Lino                    |
| 1998                           | Bobby Julich                       | Davide Rebellin                    | Bo Hamburger                   |
| 1999                           | Jens Voigt                         | David Millar                       | Andrei Teteriouk               |
| 2000                           | Abraham Olano                      | Juan Carlos Domínguez              | Aleksandr Vinokurov            |
| 2001                           | Rik Verbrugghe                     | José Alberto Martínez              | Jens Voigt                     |
| 2002                           | José Alberto Martínez              | Lance Armstrong                    | David Moncoutié                |
| 2003                           | Laurent Brochard                   | Jens Voigt                         | David Moncoutié                |
| 2004                           | Jens Voigt                         | José Iván Gutiérrez                | Lance Armstrong                |
| 2005                           | Bobby Julich                       | Thomas Dekker                      | Jörg Jaksche                   |
| 2006                           | Ivan Basso                         | Erik Dekker                        | Andrij Hrivko                  |
| 2007                           | Jens Voigt                         | Thomas Löfkvist                    | Alejandro Valverde             |
| 2008                           | Jens Voigt                         | Gustav Erik Larsson                | Luis León Sánchez              |
| 2009                           | Jens Voigt                         | František Raboň                    | Danny Pate                     |
| 2010                           | Pierrick Fédrigo                   | Michael Rogers                     | Tiago Machado                  |
| 2011                           | Fränk Schleck                      | Vasil' Kiryenka                    | Rein Taaramäe                  |
| 2012                           | Cadel Evans                        | Pierrick Fédrigo                   | Michael Rogers                 |
| 2013                           | Chris Froome                       | Richie Porte                       | Tejay van Garderen             |
| 2014                           | Jean-Christophe Péraud             | Mathias Frank                      | Tiago Machado                  |
| 2015                           | Jean-Christophe Péraud             | Thibaut Pinot                      | Fabio Felline                  |
| 2016                           | Thibaut Pinot                      | Pierre Latour                      | Sam Oomen                      |

### Vittorie per nazione
Aggiornato all'edizione 2016.
| Pos. | Paese       | Vittorie |
| ---- | ----------- | -------- |
| 1    | Francia     | 58       |
| 2    | Irlanda     | 5        |
| 2    | Germania    | 5        |
| 4    | Spagna      | 4        |
| 5    | Paesi Bassi | 3        |
| 6    | Stati Uniti | 2        |
| 6    | Italia      | 2        |
| 6    | Regno Unito | 2        |
| 9    | Svizzera    | 1        |
| 9    | Belgio      | 1        |
| 9    | Lussemburgo | 1        |
| 9    | Australia   | 1        |